# 突哨山
突哨山（とっしょうざん）は、北海道旭川市と上川郡比布町にまたがる山・公園（都市緑地）。日本国内最大級のカタクリ群落がある。

## 名称の由来
アイヌ語で「絶壁」を意味する「トゥッソ（tusso）」に由来する。"tusso"は「突き出た・壁」を意味する「トゥクソ（tuk-so）」から転訛した語である。

## 歴史
突哨山は明治末期から牛馬の放牧や農業利用、炭焼き用の伐採などによって人の手が加えられたことから、北海道内では珍しい里山のような風情を持っている。1990年（平成2年）にゴルフ場の開発計画があり、計画に反対した市民が中心となって「突哨山の自然を考える会」を発足して「突哨山にゴルフ場はいらない」の合言葉で市民活動を行った。その結果、旭川市と比布町が自然環境保全を目的として突哨山を公有地化することになった。その後は「突哨山と身近な自然を考える会」と名称変更して活動を続け、2008年（平成20年）には市民、NPO、行政の3者による「突哨山運営協議会」が発足した。協議会が行政へ提言し、行政はこれに基づいて指定管理者と事業契約し、指定管理者が市民と連携して運営を行うシステムが構築した。
- 1990年（平成02年）：突哨山がゴルフ場開発のために取得される[7]。「突哨山の自然を考える会」発足[7]。
- 1998年（平成10年）：公有地化を求める署名運動を実施[7]。
- 2000年（平成12年）：旭川市と比布町が協力して自然環境保護を目的に約151 haの土地を取得[7]。「突哨山と身近な自然を考える会」に名称変更[7]。
- 2008年（平成20年）：「突哨山運営協議会」発足[7]。
- 2009年（平成21年）：特定非営利活動法人（NPO法人）もりねっとが指定管理者になる。

## 男山自然公園
突哨山南端にあり、旭川市の酒造メーカー男山が所有している。1966年（昭和41年）に公園を造成して翌年に開園した。北海盆唄発祥の地碑がある。約32 haある園内の森林は、カタクリの花が咲く4月中旬頃から5月上旬頃までの期間限定で開園する。
- アクセス・駐車場
  - 道北バス「男山公園」バス停下車。
  - 駐車場：200台収容

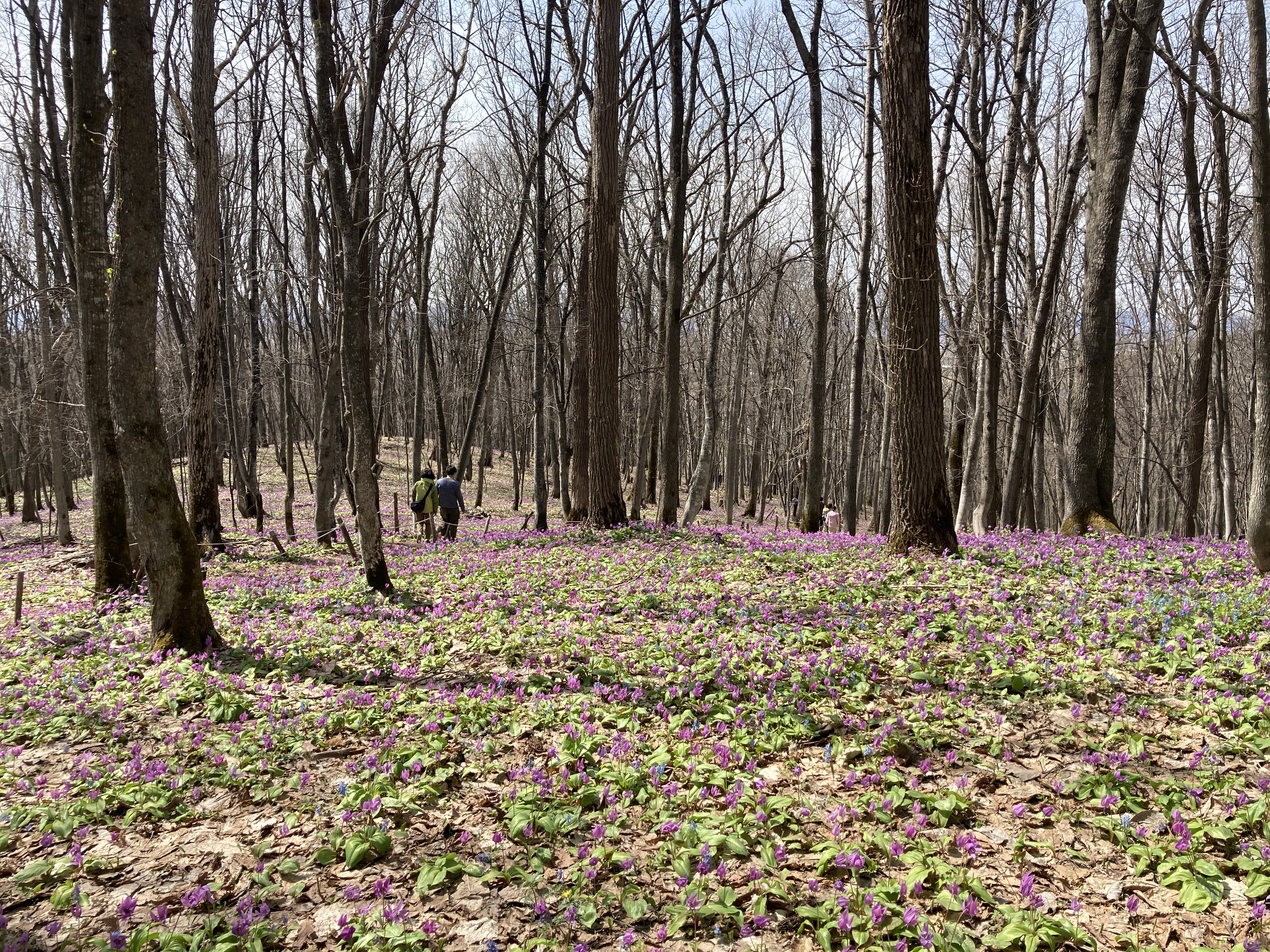
園内（2022年4月）
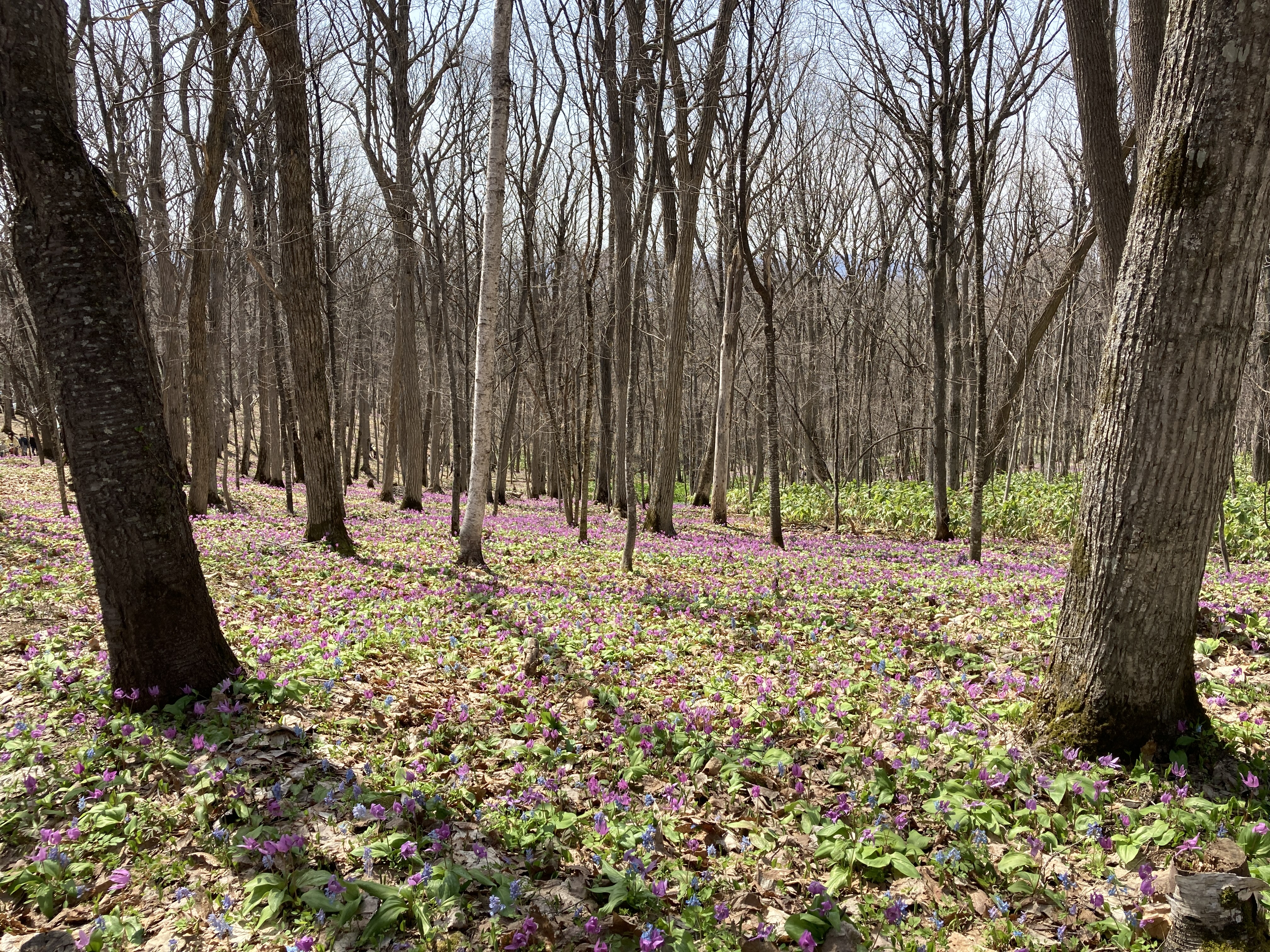
園内（2022年4月）

## 参考資料
- “事例 No.34 北海道旭川市・比布町 突哨山” (PDF). 里なび.  環境省. 2016年11月6日閲覧。
- “vol.09 『突哨山（とっしょうざん）』”. 北海道新聞旭川支社.  北海道新聞社 (2011年5月20日). 2016年11月6日閲覧。
- “男山自然公園”.  男山. 2016年11月6日閲覧。
- “男山自然公園”. 北海道ファンマガジン (2008年3月14日). 2016年11月6日閲覧。